# 假面骑士SD
《假面骑士SD》是1990年代发表的玩具的企画，并也有漫画、OVA、电子游戏作品，以及《假面骑士SD 不可思议的蜘蛛侠》作为衍生动画电影。

## 介绍
古兰修卡指派蜘蛛男找合适的运动员来制造最强的改造人，RX的女友美知留也就被捉。为了救回女友，RX便与众骑士到蜘蛛男的基地，最后成功救回女友。

## 游戏
- 假面骑士SD Gran Shocker之野望（1993年，FC）
- 假面骑士SD 出击!! Rider Machines（1993年，超级任天堂）
- 假面骑士SD 跑！ Mighty Riders（1993年，Game Boy）

1. ↑  . filmarks. 1993 （日语）.